# Tyndale New Testament Commentaries
La Tyndale New Testament Commentaries (TOTC) è una serie di commentarii in lingua inglese ai libri dell'Antico Testamento, pubblicata dall'InterVarsity Press a partire dal primo dopoguerra. L'editore si propose uno stile espositivo che avrebbe dovuto conciliare brevità e autorevolezza accademica.
Al 2018, risultava composta da 20 volumi.

## Recensione
(D. A. Carson)